# Pjotr Nikolajewitsch Kropotkin
Pjotr Nikolajewitsch Kropotkin (russisch Пётр Николаевич Кропоткин; * 11. Novemberjul. / 24. November 1910greg. in Moskau; † 17. Januar 1996 ebenda) war ein russischer Geologe und Geophysiker.

## Leben
Kropotkin stammte aus der alten Fürstenfamilie Kropotkin. Sein Großvater war der Mathematiker Alexander Alexejewitsch Kropotkin und sein Großonkel der Geograph und Anarchist Pjotr Alexejewitsch Kropotkin. Kropotkin studierte am Moskauer Institut für Geologie und Prospektion mit Abschluss 1932. Bereits seit 1929 führte er Prospektionen im Ural durch. Ab 1936 arbeitete er im 1930 gegründeten Geologischen Institut der Akademie der Wissenschaften der UdSSR (AN-SSSR) in Moskau. Ab 1959 leitete Kropotkin das Laboratorium für Tektonik und Geophysik des Geologischen Instituts der AN-SSSR.
Kropotkins Arbeitsschwerpunkte waren Probleme der Geologie, Geophysik, Petrologie und Kosmologie. Besonders wichtig waren seine Regionaluntersuchungen der Tektonik und Metallogenese in Sibirien, Fernost und Kasachstan. Als einer der Ersten benutzte er paläomagnetische Daten für globale paläogeographische Rekonstruktionen. Am Beispiel verschiedener Erdregionen wies er die Kontinentaldrift über Tausende von Kilometern nach. Durch seine Untersuchungen gehörte er zu den Begründern der Theorie der Plattentektonik. Er untersuchte die Abyssal-Verwerfungen im Hinblick auf das Ausgasen der Erde und entwickelte dabei – wie auch Thomas Gold – eine Theorie des anorganischen Ursprungs des Erdöls und Erdgases, deren kritische Überprüfung zwar die wissenschaftliche Grundlage der Theorie anerkannte, die Schlussfolgerungen aber ablehnte.
Kropotkin war Doktor der geologisch-mineralogischen Wissenschaften. 1966 wurde er Korrespondierendes Mitglied der AN-SSSR und 1992 Wirkliches Mitglied. Er wirkte in vielen internationalen Konferenzen und Symposia mit. 1978 wurde er zum Vizepräsidenten der Moskauer Gesellschaft der Naturforscher gewählt.
Kropotkins Sohn Alexei Petrowitsch Kropotkin war Doktor der physikalisch-mathematischen Wissenschaft mit Spezialisierung auf die Physik der Magnetosphäre und das kosmische Plasma.

## Ehrungen, Preise
- Orden des Roten Sterns
- Demidow-Preis (1994)